# قيقب سميك
القيقب السميك نوع نباتي ينتمي إلى جنس القيقب من الفصيلة الصابونية.

## موطنه
موطنه الوحيد مقاطعة يونان في الصين.